# Iris Apatow
Pour les articles homonymes, voir Apatow.
Iris Apatow, née le 12 décembre 2002 à Los Banos
en Californie, est une actrice américaine.

## Biographie

### Carrière
Elle commence sa carrière d'actrice en 2007, à l'âge de cinq ans, aux côtés de sa mère dans le film En cloque, mode d'emploi, réalisé par son père. Elle joue par la suite dans d'autres films de son père : Funny People, 40 ans : Mode d'emploi et La Bulle.

### Vie privée
Iris Apatow est la seconde fille de l'actrice Leslie Mann et du producteur Judd Apatow. Elle est ainsi la sœur de Maude Apatow.

## Filmographie

### Cinéma
Longs métrages
- 2007 : En cloque, mode d'emploi (Knocked Up) de Judd Apatow : Charlotte
- 2009 : Funny People de Judd Apatow : Ingrid
- 2012 : 40 ans : Mode d'emploi (This Is 40) de Judd Apatow : Charlotte
- 2022 : La Bulle (The Bubble) de Judd Apatow : Krystal Kris
- Prochainement : Ballerina Overdrive de Vicky Jewson

### Télévision
Séries télévisées
- 2016 - 2018 : Love de Judd Apatow, Paul Rust et Lesley Arfin : Aria